# Bogdan Prusek
Bogdan Prusek (ur. 11 kwietnia 1971 w Pszczynie) – polski piłkarz, grający na pozycji napastnika.
Wcześniej grał w LKS-ie Stara Wieś, ROW-ie Rybnik, GKS-ie Jastrzębie, Górniku Pszów, Hejnale Kęty, Sokole Tychy, Amice Wronki, Odrze Wodzisław Śląski, Dyskobolii Grodzisk Wielkopolski, a także w Podbeskidziu Bielsko-Biała, Przyszłości Rogów, Beskidzie Skoczów, Iskrze Pszczyna
W polskiej I lidze rozegrał 191 meczów (44 w Sokole, 19 w Amice, 26 w Odrze i 102 w Dyskobolii) i strzelił 32 bramki (18 w Sokole, 3 w Amice, 3 w Odrze i 8 w Dyskobolii).
W sezonie II ligi 1998/1999 został królem strzelców Grupy Zachodniej zdobywając 16 goli w barwach Groclinu Grodzisk Wielkopolski.